# 뉴에이서스강

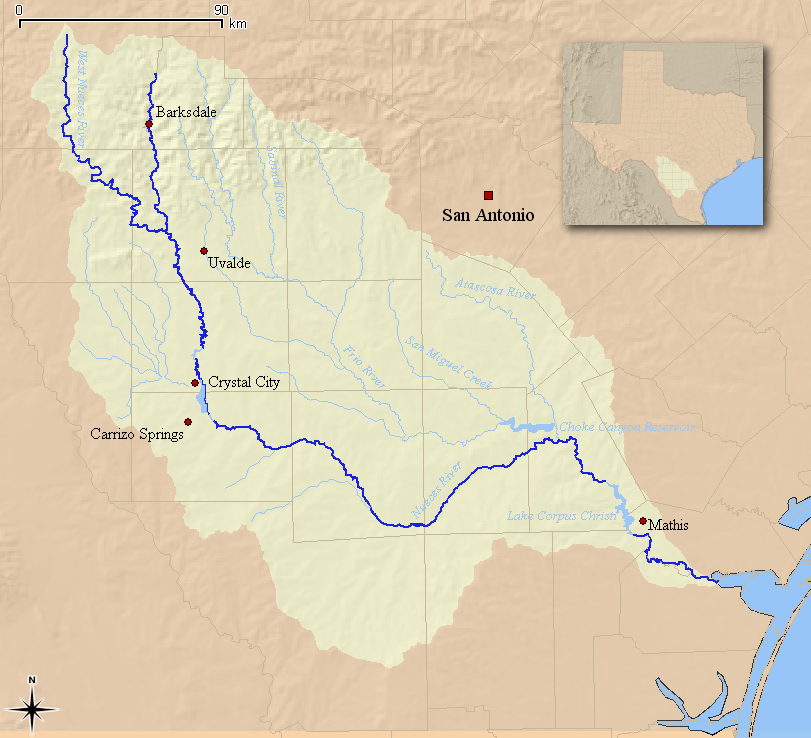
뉴에이서스 강의 지도와 연결 수로

뉴에이서스강(Nueces River)은 미국 텍사스주에 있는 길이 약 507km의 강이다. 이 강은 한 지역 안을 중앙과 남부 텍사스로 남동쪽에서 멕시코만 쪽으로 흐르고 있다. 텍사스의 북동쪽 리오그란데강의 남단의 주요 강이다. 누에세스는 스페인어로 ‘견과류’(nuts)라는 의미이다. 초기 정착민들이 강둑을 따라 수 없이 자라고 있는 피칸 나무의 이름을 따서 지은 이름이다.

## 같이 보기
- 플라이 낚시
- 누에시스군